# Enófilo
Enófilo é a pessoa que se dedica profissionalmente ou por prazer a conhecer e estudar sobre os vinhos. Enófilo é diferente de enólogo, pois este é o profissional graduado que cuida da produção de vinhos exclusivamente. O enófilo é o amante, o apreciador de vinhos, aquele que mais do que gostar de beber vinho tem prazer em estudar sobre o assunto e buscar informações e conhecimento sobre o tema.
O engenheiro químico José Osvaldo Albano do Amarante, especialista em vinhos e professor de gastronomia, define que a pessoa que deseja ser um enófilo deve praticar sempre três "ações fundamentais":
- Ler: informar-se sobre vinhos em livros, revistas e sítios especializados;
- Beber: conhecer e degustar vinhos de variadas procedências e de vários tipos e estilos, ainda que não sejam do tipo preferido do enófilo;
- Viajar: visitar regiões produtoras de vinho, conhecer vinhedos e vinícolas e outros locais ligados à cultura do vinho, como museus, restaurantes e cidades.

## O "enochato"
Enochato é um termo usado para definir a pessoa que gosta de exibir seus conhecimentos sobre vinhos, por vaidade e geralmente de forma pedante, usando sempre termos técnicos, mesmo quando está num grupo de leigos no assunto. O enochato gaba-se de ser um grande conhecedor e de somente beber vinhos da melhor qualidade. Gosta de identificar aromas e sabores nos vinhos, é exigente quanto à forma de servir o vinho, a temperatura correta e harmonização do vinho com as comidas servidas, bem como com o tipo de taça que deve ser usado para cada vinho.